# Sybil Sassoon
Sybil Rachel Betty Cécile Cholmondeley, marquise de Cholmondeley, Commandeur de l'Empire Britannique (née Sybil Rachel Betty Cécile Sassoon le 30 janvier 1894 à Londres et décédée le 26 décembre 1989 à Cholmondeley), titrée comtesse de Rocksavage de 1913 à 1923, était une mondaine britannique, mécène des arts et chef d'état-major dans le Women's Royal Naval Service (WRNS) lors de la Seconde Guerre mondiale. Elle appartenait aux importantes familles Sassoon et Rothschild.

## Famille et vie

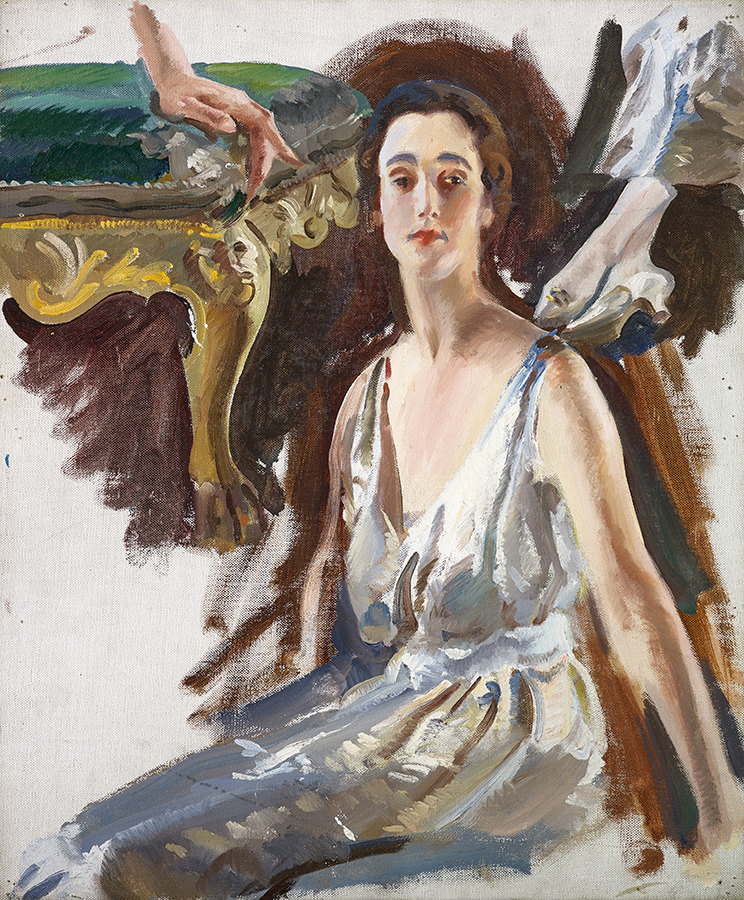
Portrait de la marquise en 1922 par Charles Sims ; travail préparatoire pour The Countess of Rocksavage and her Son de l'artiste

Sassoon est née à Londres, dans une famille juive. Elle était la fille de Sir Edward Sassoon (1856–1912), 2e baron, et de la Baronne Aline Caroline de Rothschild (1865–1909). Son frère était Sir Philip Sassoon.
Le 6 août 1913, elle épousa George Cholmondeley, comte de Rocksavage (19 mai 1883 - 16 septembre 1968). Il devient plus tard le 5e marquis de Cholmondeley. Ils eurent deux fils et une fille :
- Lady Aline Caroline Cholmondeley (5 octobre 1916 - 30 juin 2015)
- George Hugh Cholmondeley, 6e marquis de Cholmondeley (24 avril 1919 - 13 mars 1990)
- Lord John George Cholmondeley (15 novembre 1920 - octobre 1986)

Sassoon est en grande partie responsable de la restauration du domaine familial de son mari, Houghton Hall, restauration qui lui a rendu sa splendeur passée. Généreuse mécène des arts, elle possédait au moment de sa mort une vaste collection d'art. Après la mort de son mari, son fils George devient le nouveau marquis, et elle devient marquise douairière. Elle meurt en 1989 dans le Cheshire. Elle est enterrée dans l'église Saint-Martin sur le domaine de Houghton Hall. Par l'intermédiaire de son fils George Hugh Cholmondeley, Sybil est l'arrière-grand-mère de l'acteur Jack Huston .[réf. nécessaire]
Les jardins Sybil Sassoon à Houghton furent ouverts au public en 1996. Le petit-fils de Lady Sybil, le marquis actuel, fit créer les jardins en l'honneur de sa grand-mère. En 2008, le jardin a été intégré au Historic Houses Association et nommé au Christie's Garden of the Year. Dans la "piscine" taillée des jardins, on trouve, dans la haie de buis taillée qui entoure les plantations de lavande et de romarin, les initiales "SS" entrelacées en souvenir de Sybil.
Elle est chef d'état-major du directeur WRNS du 12 novembre 1939 à 1946. Le 9 février 1945, elle est nommée surintendante du Women's Royal Naval Service (WRNS) et l'année suivante est nommée commandeur de l'Ordre de l'Empire Britannique (CBE).

## Titres

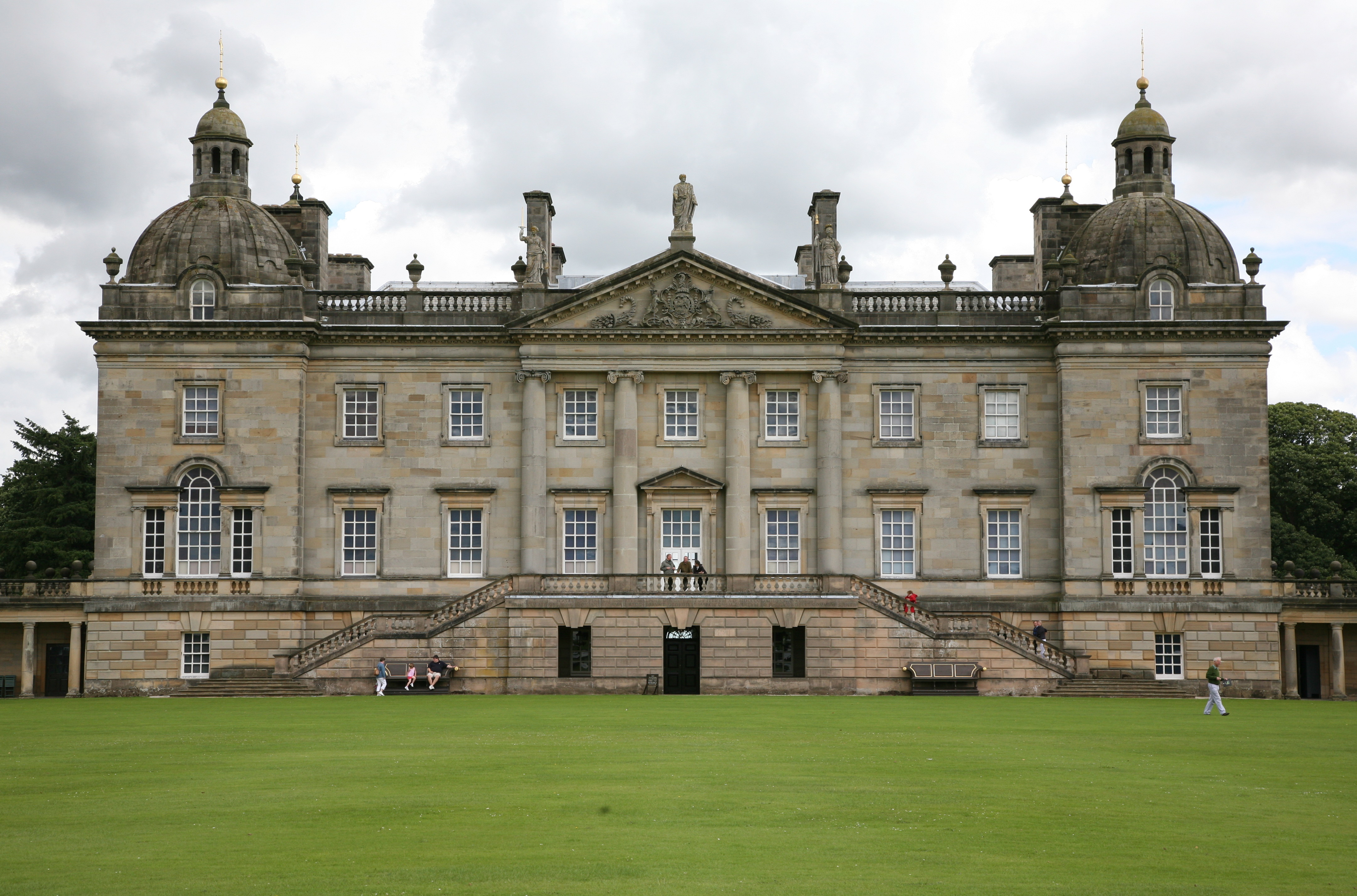
Houghton Hall

Elle a porté un certain nombre de titres tout au long des différentes phases de sa vie :
- 1894-1913 : Mlle Sybil Sassoon
- 1913-1923 : Comtesse de Rocksavage
- 1923-1946: La Très Honorable marquise de Cholmondeley
- 1946-1968: La Très Honorable marquise de Cholmondeley, CBE
- 1968-1989: La Très Honorable marquise douairière de Cholmondeley, CBE

## Honneurs
- 1939-1945 Surintendante du Women's Royal Naval Service
- 1939-1946 Chef d'état-major du Women's Royal Naval Service
- 1946 Birthday Honours Commandeur de l'Ordre de l'Empire britannique (CBE)

## Remarques
1. 1 2  (en-US) Condé Nast, « Houghton Revisited », sur Vanity Fair, 1er novembre 1999 (consulté le 23 décembre 2022)
2. ↑  « Houghton Hall - St Martin's Church », Houghton Hall Estate (consulté le 31 juillet 2022)
3. ↑  Caroline Donald "The new garden at Houghton Hall, King’s Lynn, Norfolk", The Times (UK); 11 May 2008.
4. ↑  (en-GB) Dewynters Ltd | www.dewynters.com, « Houghton Hall », sur Houghton Hall (consulté le 23 décembre 2022)